# Lingua omerica
(Omero, Iliade, I, vv. 1-2; traduzione di Vincenzo Monti)
La lingua omerica è la varietà di greco usata nei poemi omerici. Si tratta di una lingua dai caratteri compositi, che riflette la molteplicità degli apporti linguistici confluiti nell'Iliade e nell'Odissea.

## Caratteristiche generali
Nei due poemi omerici Iliade e Odissea si può osservare una lingua non unitaria, ma che presenta caratteri linguistici propri di vari dialetti: nonostante si basi principalmente sul dialetto ionico, tuttavia non mancano numerosi apporti dall'attico e dall'eolico e talvolta influssi dalla lingua micenea.

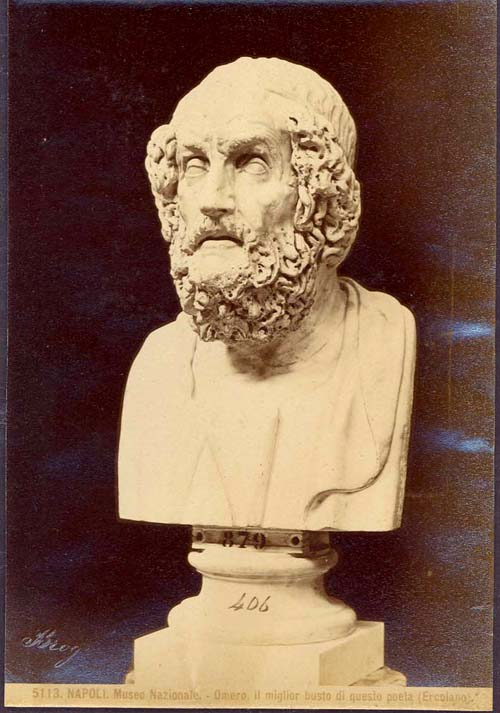
Busto di Omero, Collezione Farnese, oggi nel Museo Archeologico di Napoli - fotografia di Giacomo Brogi.

Si sa, grazie agli studi di quella che è denominata questione omerica, che furono composti attraversando varie rielaborazioni; i poemi dovevano circolare attraverso blocchi narrativi successivamente ricuciti in un solo poema, prima della prima edizione ufficiale nel VI secolo durante la tirannide di Pisistrato ad Atene.
Proprio a causa delle continue rielaborazioni dovute anche all'iniziale oralità dei poemi, nella lingua omerica è osservabile il fenomeno della stratificazione linguistica: cioè sono presenti nei testi parole provenienti dalle varie epoche della storia greca (greco arcaico, greco classico e koinè)

## Grammatica della lingua omerica

### Influssi dai vari dialetti greci
Caratteristica fondamentale, che rende i poemi omerici diversi dalle altre opere greche, è la presenza costante di diversi dialetti, ossia dei modi diversi di enunciare un sostantivo, un aggettivo, un verbo, e ciò è presente già dal primo verso del I libro dell'Iliade θεά, termine di origine eolica, ossitono, che ha perso la ritrazione dell'accento, che si accosta a Πηληϊάδεω.
Frequente è anche l'alternanza tra la particella ἄν del dialetto ionico con l'equivalente eolico κε, scritto anche con il termine κεν, frutto della crasi tra i due, anche se altri pensano che il ν mobile tipico dello ionico e assente nell'eolico, fosse stato usato proprio dagli aedi ionici che modificarono una particella eolica. Si cita l'esempio di ναυσί ionico (dativo plurale) a confronto con l'eolico νήεσσι. Per queste varie differenze, alcuni pensarono anche che Omero, individuato come l'autore malgrado il suo conto semi-mitico, avesse viaggiato per varie terre intorno alla Grecia, giungendo nel Panionio in Asia Minore, e nell'Eolia, assumendo questi caratteri linguistici.
Seguendo le scoperte di Ventris e Chadwick della lineare B nel 1952, si è appurato che i due poemi omerici seguono convenzioni grammaticali e formulari tipiche dell'epos arcaico greco:
- genitivo plurale in -άων per i termini in -α della prima declinazione, per quelli della seconda declinazione il genitivo singolare in -οιο;
- desinenza strumentale in -φι, come già attestato nelle tavolette micenee;
- dativo plurale in -εσσι;
- terminazione dell'infinito in -μεν e -μεναι di derivazione eolica;
- pronomi personali in ἄμμες, ἄμμι e ὕμμες, ὕμμε, ὕμμι, che si alternano alle corrispondenti ioniche ἡμεῖς, ἡμῖν e ὑμεῖς, ὑμῖν;
- dove appaiono le forme eoliche, non possono essere sostituite da corrispettive ioniche per ragioni metriche.

Già vedendo queste prime caratteristiche dei due poemi, si può comprendere come la lingua omerica sia "artificiale", frutto di rielaborazioni lunghe di secoli, partendo da proto-forme di cantari micenei, rielaborati poi in eolico, con la mediazione del dialetto ionico. Poi ci sono altri fenomeni linguistici più recenti, che furono aggiunti nel VI secolo a.C., altri, come è possibile vedere dalle trascrizioni alessandrine, anche in epoche più tarde, nei tentativi di accomodare e correggere i poemi. All'epoca di Pisistrato al governo di Atene, i poemi omerici erano recitati nelle feste Panatenee, documentate per la prima volta nel 565 a.C., e la critica concorda sul fatto che molti atticismi derivino dal passaggio orale, oppure già scritto dei blocchi narrativi eolici e ionici, a quello scritto della prima edizione pisitratea. Gli atticismi sono molti: τέσσαρες (ionico τέσσερες, nell'eolico addirittura πίσυρες), per la congiunzione conclusiva οὖν si ha ὦν in ionico, e per la temporale οπότε si hanno i corrispettivi dialettali κότε in ionico e in eolico ὅπποτε.

### Il duale omerico
Altro fenomeno è l'uso del duale nel verbo e nella declinazione: gli aedi lo consideravano scarsamente, e lo usavano come una forma per i nomi plurali doppi, o come un numero verbale. Nel VI libro dell'Iliade al v. 120 in riferimento a Glauco e Diomede, si scrive συνίτην μεμαῶτε μάχεσθαι ("si incontrarono bramosi di combattere"), e poi il testo prosegue "ma essi dopo che furono vicini, andando l'uno verso l'altro, con i plurali οἱ δ(ε)	 ἦσαν, άλλήλοισιν, per tornare poi al duale participio con ἰόντε: in due versi si incontrano tre duali e tre plurali riferiti alla stessa coppia di personaggi.

### Vocalismo
Caratteristiche principali sono:
- l'α lungo non derivante da un allungamento di compenso (nel greco si verifica solitamente con caduta di un -σ intervocalico, o di una semivocale j o ϝ) è sempre impuro, cioè diventa sempre η (anche in quei termini dove l'attico conserva l'α puro lungo della I declinazione), segno del passaggio ionico. Questo fenomeno si verifica nelle vocali lunghe dopo ε, ι e ρ, esempio di άγγελίη ed ἡμέρη; a volte si ha l'η anche al posto dell'α pure breve, come in ἀληθείη, con spostamento di accento del nominativo sulla penultima sillaba, anziché ἀλήθεια con l'accento sulla terzultima.
- assenza di contrazioni tipiche dell'attico, fenomeno del dialetto ionico, e si hanno i termini di ἅλγεα al posto dell'attico ἅλγη, ἔσσεαι eolico anziché l'attico ἔσῃ della II persona singolare del futuro di εἰμί. Episodi di contrazione, di derivazione però non attica, ma per ragioni metriche, si hanno in parole come προσεφώνει < προσεφώνεε o μαχεῖται < μαχέεται. Le vocali -εο (ε + ο) contraggono nel dittongo ου, come in βούλεο > βούλου.
- Le forme più antiche dei sostantivi non presentano il fenomeno della metatesi quantitativa (βασιλῆος anziché βασιλέως)
- le preposizioni hanno spesso la forma tronca per apocope, fenomeno tipico dell'eolico: πάρ anziché παρά, κάτ anziché κατά; e anche qui si hanno composizioni miste di due termini per crasi e apocope, come κάππεσε < κατέπεσε o κάλλιπε < κατέλιπε.

#### La "distrazione omerica"

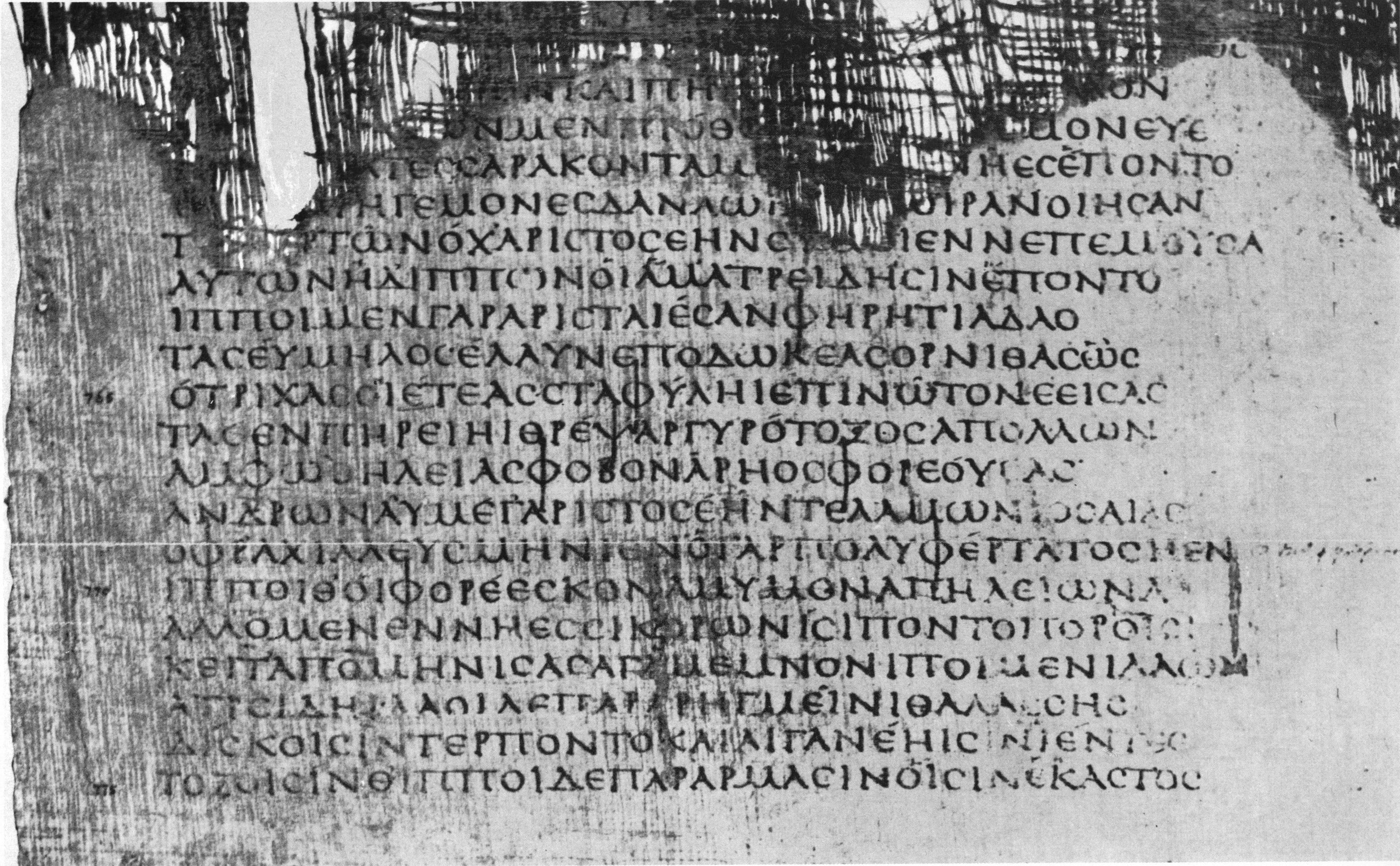
Versi dal Libro II dell'Iliade, dai Papiri di Hawara.

Alcune forme verbali in vocale aspra, contratte in attico, ma non nello ionico poiché sono dette "aperte o sciolte", nell'eolico invece sono atematiche, ricorrono nei poemi omerici con un vocalismo a sé, che è del tutto assente nei dialetti greci, esempi sono: ὁρόω e ὁράασθαι. Questi due termini nei dialetti greci derivano da ὁράω e ὁράεσθαι, conservati nello ionico, ma nella tipica contrazione dell'attico si ha ὁρῶ e ὁρᾶσθαι.
Nella recitazione la seconda sillaba di ὁρῶ e la seconda sillaba di ὁρᾶσθαι dovevano valere tre tempi e non due per rispettare la struttura metrica dell'esametro dattilico, che imponeva la prosodia ∪ ∪ — (ὁράω) e ∪ ∪ — ∪ (ὁράεσθαι). Nelle forme "distratte", i gruppi -οω e -αα costituirebbero la rappresentazione grafica di queste vocali lunghe che però "scavalcavano" il confine del piede. Tale fenomeno si sarebbe verificato durante il passaggio dei due poemi al dialetto attico, la cui caratteristica è la contrazione; quando i poemi passarono nelle mani dei grammatici alessandrini, molto conservatori riguardo all'edizione del testo, preferirono non cambiare queste contrazioni.

#### Il digamma ϝ in Omero
In Omero e nei dialetti di alcuni lirici greci (Alceo, Saffo, Alcmane) era ancora presente la semivocale ϝ (wau o digamma), equivalente al suono /w/. Nel testo omerico il digamma è sparito per via della caduta di questa semivocale all'epoca della trascrizione sotto Pisistrato, ma è possibile rintracciarlo grazie al lavoro di R. Bentley. Nell'Odissea (XVII, 78) Telemaco, parlando a Pireo:
Πείραι', οὐ γάρ τ' ἴδμεν, ὅπως ἔσται τάδε ἔργα.
La congiunzione τ(ε) non ha alcun senso all'interno di un'allocuzione, ma è necessaria per produrre l'allungamento per posizione di γάρ; e nello stesso tempo non si comprende perché la finale di τάδε non elida davanti a ἔργα. Se ciò avvenisse, non tornerebbe la lunghezza dell'esametro nel verso, ma se tiene conto che οἶδα (qui I persona plurale ἴδμεν) deriva da *ϝοιδ- (così come si può vedere nella comparazione del tema "vedere" di *ϝειδ-/ϝοιδ-/ϝιδ- e il latino vid-eo), e dall'altra parte del verso si ammette il digamma *ϝεργα, come in ἐργάζομαι, si può affermare che la quantità metrica combacia perfettamente con le esigenze dell'esametro dattilico, e il verso originario doveva recitare:
Πείραι', οὐ γάρ ϝίδμεν, ὅπως ἔσται τάδε ϝέργα.
Nell'Iliade (XXIII, 198) i manoscritti leggono ὦκα δὲ Ἶρις dove il digamma non compare; Bentley suppose che la forma originaria dovesse essere ὦκα δὲ ϝἾρις; questa ipotesi datata 1713 fu confermata da un papiro recente dell'Odissea (XXIV, 278) dove si legge: γυναῖκας ἀμύμονα ἔργα ἰδυίας, si ipotizza la forma originaria di ϝἰδυίας per evitare l'elisione finale di ἔργα con ἰδυίας. Si è giunti così nei due poemi omerici a individuare numerosi digammi caduti, come nei pronomi personali σεῖο < ϝειο < *σϝειο, oppure ὅς, ἥ, ὅν < ϝός, ϝή, ϝόν. Un altro termine antichissimo d'origine micenea, spesso citato anche in Omero per indicare il sovrano e capo tribù ἄναξ proveniva da ϝάναξ (pronuncia "wanax").

### Consonantismo
Alcuni nomi propri, che non risultano di radici greche, come Άχιλλεύς e Όδυσσεύς ricorrono a volte nei versi omerici con una sola consonante del raddoppiamento, ossia Άχιλεύς e Όδυσεύς, ciò avviene ovviamente per ragioni metriche, per adattare la lunghezza della parola alle esigenze dell'esametro, e ciò avviene non solo in Omero, ma anche nei lirici e negli altri poeti sia latini sia greci. Ciò tuttavia avviene anche per "analogia" con i termini a doppia λ, la cui radice originaria ne prevede anche uno solo, come nel caso, parlando di grammatica, di λαμβάνω il cui TV è *σλαβ con l'assimilazione successiva di /s/ e dunque raddoppiamento del λ; in Omero abbiamo per l'aoristo II sia ἔλᾰβε sia ἔλλᾰβε.
- Talune parole incomincianti nell'attico con π, in Omero ricorrono con πτ (πτόλις e πτόλεμος anziché πόλις e πόλεμος); si tratta di un lascito dell'alfabeto miceneo e arcadico-cipriota (X-IX secolo a.C.), e con la successiva correptio attica, che va a intervenire proprio nei gruppi πτ e τρ come elementi indivisibili di una sillaba, queste forme sono state lasciate.
- In alcune parole si trova l'alternanza tra il normale -σ intervocalico, e il raddoppiamento -σσ.
- Nel dativo plurale dei temi in sibilante della III declinazione, accanto alla forma originaria ἔπεσ-σι, ricorre quella posteriore ἔπεσι dell'attico. Nei verbi, come nel futuro, si ha il caso di ἔσσομαι dal TV ἔσ + la desinenza della I persona singolare del futuro -σομαι, successivamente con caduta di un /s/ si ha la forma ἔσομαι. In altri temi originari in *τελεσ + j, tipici dell'attico per la vocale tematica + desinenza in -εω / -αω, con la scomparsa dello j e caduta del /s/ intervocalico, si ha τελέω. Quanto a Omero questi verbi mostrano un particolare aoristo ἐτέλεσ-σα, fenomeno del doppio sigma ricorrente anche in altri temi, dove avviene il fenomeno dell'assibilazione della dentale sonora δ, come nel TV *δαμαδ + j > δαμαδσαι > δαμάσσαι - forma media del presente attivo δαμάζω < TV *δαμαδ + j, che negli incontri consonantici dà esito alla fricativa sonora ζ.
- Il doppio sigma: se in particolari incontri di dentali + j avviene l'assibilazione, non per forza in doppio sigma, in altri casi esso si riduce a un sigma semplice, scaturito sempre dall'esito consonantico di una dentale + j: ὄσσος < *οτ + j, poi ὄσος.
- Dissimilazione della dentale aspirata θ davanti a nasale μ, tipico dello ionico: κεκορυθμένον (participio perfetto passivo di κορύσσω); nell'attico viene κεκορυσμένον.

### Declinazioni
Nella flessione nominale Omero conserva tracce di antichi casi indoeuropei, perduti poi nel greco classico ad eccezione di alcune forme cristallizzate, che si esprimono mediante suffissi aggiunti al tema del sostantivo:
- -φι(ν): antica desinenza di strumentale; oltre al valore strumentale (ἶφι "con la forza"), questo suffisso può assumere un significato locativo (ὄρεσφιν "sui monti") o anche un significato ablativale (ἐξ εὐνῆφι "dal letto");
- -θι/ι: con valore locativo di stato in luogo (οἴκοθι / οἴκοι "in casa");
- -θεν: con valore locativo di moto da luogo (οὐρανόθεν "dal cielo");
- -δε: con valore locativo di moto a luogo, è l'unico suffisso che non si aggiunge al tema bensì al sostantivo declinato all'accusativo (ἀγορήνδε "all'assemblea").

#### Prima declinazione in Omero
- Il nominativo dei temi in α lungo esce in η (Έλήνη); in η esce anche il nominativo dei sostantivi con suffisso in dittongo -ει come ἀλήθεια > ἀληθείη.
- Nei nominativi in α breve, si conserva l'α desinenziale, tale fenomeno è spiegato dal vocalismo eolico.
- Per i termini maschili, il vocativo singolare esce in α breve, come νεφεληγερέτα.
- Per il genitivo singolare maschile si hanno termini come Άτρείδαο, ma negli ionismi lo stesso termine viene in Άτρείδεω; -εω è considerato come una sillaba sola (fenomeno della sinizesi). Il genitivo plurale può uscire in -αων (eolico[2]) / -εων (ionico<ref>Da -αων > ηων tipico allungamento del vocalismo ionico, poi però si abbrevia la prima vocale > εων. Da non confondere questo fenomeno con la Legge di Osthoff dei dittonghi lunghi).
- Dativo plurale ha la forma in -ῃσι, un dativo lungo sul tipo di quello dei temi in -o, oppure anche -ῃς: κοίλῃσι mentre nel greco ionico κοίλαις.

#### Seconda declinazione in Omero
- Genitivo singolare: alternanza delle desinenze -oιo < *οσιο con caduta di /s/ intervocalico, e -oυ < οο (contrazione in dittongo). La forma -οιο è più antica, e ricorre anche in alcuni genitivi arcaici del latino. Le due uscite del genitivo greco in Omero, si alternano per questioni metriche a seconda della formazione della frase del verso. Nei casi obliqui, il genitivo e il dativo, nel duale si trovano nelle forme sciolte in -οιιν (ἵπποιιν).
- Nel dativo plurale la desinenza comune è -οισι(ν), detto "dativo lungo", ma esistono anche le desinenze in -οις.

#### Terza declinazione in Omero
- Genitivo e dativo duali uscenti in -οιιν, il dativo plurale atematico (cioè senza vocale tematica), è in -εσσι, di origine eolica, frequente soprattutto nei temi in sibilante.
- I temi in sibilante come γένος e βέλος hanno forme sciolte nel genitivo e dativo: γένεος e γένει.
- I temi in liquida -ρ con radice a forte apofonia, come πατήρ, μήτηρ, ἀνήρ, hanno forme sia del grado -ε sia del ridotto; dunque πατήρ può avere sia il genitivo in πατέρος sia πατρός, sia il dativo in πατέρι e πατρί, così come gli altri termini "di parentela" andando avanti negli altri casi della declinazione.
- I temi in vocale -ι come πόλις hanno doppia origine, come questo che deriverebbe da *ποληj, con grado ridotto nel nominativo singolare. Nel genitivo si può avere πόληος, poi modificato a πόλεως (inversione delle quantità del dittongo lungo o improprio, per metatesi di quantità).
- Temi in dittongo -ηϝ/-εϝ come βασιλεύς. In Omero manca la metatesi quantitativa che avviene per Legge di Osthoff, fenomeno dello ionico, e per il genitivo al posto di βασιλέως si ha βασιλῆος.
- Il nome neutro γόνυ ha l'originario tema *γονϝ, e la declinazione attuale, come il genitivo γόνατος è frutto di un ampliamento da *γονϝ -ατος, desinenza dei temi in dentale; ma con apocope e la fusione di ϝ con la vocale e allungamento in dittongo -ου, si ha il genitivo γουνός.
- Temi ampliati: il neutro δόρυ proviene da *δοϝρ + vocale desinenziale, il genitivo viene δουρός, il suo tema ampliato con una dentale è δούρατος.
- Nomi politematici: Ζεύς (dove è già avvenuta la metatesi per il tema in -ηϝ), ha il genitivo, dativo e accusativo con altra radice Διός, Διί, Διά, ma in Omero troviamo anche Ζηνός, Ζηνί, Ζῆνα.
- Il termine ναῦς: in Omero troviamo varie sfumature in base ai diversi dialetti in cui si declina il termine: νηῦς, νηός/νεός, νηί, νῆα/νέα (ma si ha anche ναῦν). Nel dativo plurale strumentale abbiamo ναῦφι, rimasuglio dell'eolico.

### Aggettivi e pronomi in Omero
- πολύς presenta l'alternanza del tema -πολυ - πολλo (le forme come πουλύς e πουλύν sono allungamenti metrici in arsi);
- per il femminile numerale di εἷς, μία, si ha anche ἴα, ἰῆς, ἰῇ;
- per il numero "quattro" si hanno lo ionico τέσσαρες e la forma eolica πίσυρες.

Nei comparativi le forme in -τερο mantengono l'antico valore oppositivo, le forme in -ιον e -ιστο dei superlativi sono più diffuse nell'attico.
- Per i pronomi personali si hanno molte forme eoliche, come ἐγώ (g: ἐμεῖο, d: ἐμέο, a: ἐμεῦ). Il duale con la desinenza in -θεν deriva da un suffisso avverbiale, che esprime allontanamento.
- Il pronome-articolo dimostrativo ὁ, ἡ, τό, nella declinazione, come nella II omerica, al genitivo fa τοῖο, ma esce anche con la desinenza contratta τοῦ. Il nominativo maschile plurale può essere trovato sia nella forma οἱ sia nella forma τοί[3]. Nei poemi non ha funzione di articolo determinativo, ma è un anaforico, per riferirsi alla persona nominata, e dunque assume il valore di un dimostrativo.

### Coniugazione verbale in Omero
Nella coniugazione tematica dei verbi in -ω e atematica in -μι, la distinzione della I persona singolare, soprattutto nell'attico, non è sempre regolare, e si hanno casi come ἀγάγω e ἀγάγωμι; per la II singolare si trova spesso l'antica desinenza in -σθα (τίθησθα), per la III persona singolare del congiuntivo si hanno, accanto alla desinenze normali in -ῃ quella in -ῃσι (λάβῃσι), così anche per le coniugazioni atematiche; la III persona plurale presente delle desinenze primarie, si conserva nell'arcaico in -ντι, successivamente si ha avuto -σι(ν) per l'assibilazione di /τ/ > -ατι con l'allungamento della vocale > -αι; la corrispettiva III plurale dei tempi storici si è sempre mantenuta, anche dopo Omero in -σαν.
Nella diatesi media non si ha la contrazione della vocale tematica e le desinenze della II persona singolare - σαι (tempi primari) -σο (tempi storici), quando è caduto il /s/ intervocalico: βούλεσαι > βούλεαι. Nella III persona plurale si hanno sia le desinenze in -νται sia -ατι.
Nella diatesi passiva, dove l'attico assume la desinenza -σαν nell'aoristo passivo, si ha l'abbreviamento del suffisso, e la desinenza -ν
L'aumento è facoltativo in Omero, innanzitutto per questioni metriche, per caratterizzare i tempi storici difatti basta seguire la desinenza. In forme ioniche del passato, frequenti in Omero e Erodoto, si ha il suffisso -σκ, il preterito iterativo, che si va a unire alla forma presente + la desinenza atematica o atematico, e così anche per gli aoristi. Alcuni aoristi del tipo forte presentano il raddoppiamento tipico del perfetto, come i casi di λέλαθον da λανθάνω; per la coniugazione suppletiva del verbo "dire", si ha la forma ἔειπον anziché εἶπον; si tratta di un raddoppiamento sillabico anziché temporale, frequente naturalmente nei tempi storici. Solo che con le vocali si tratta di un aumento "invisibile": *ε-ϝε -ϝkw-ον: il primo digamma cade sparendo, e il secondo si vocalizza in -υ, la labiovelare passa a π: εϝευkw-ον < ἔειπον.
Numerose poi sono le forme atematiche con valore intransitivo o passivo, come βλῆτο da βάλλω. Esistono poi aoristi sigmatici misti dei verbi in -ω, come δύσετο da δύω; in Omero inoltre sono frequenti i futuri contratti, dove il tipico -σ caratterizzante del futuro sigmatico cade, ma non avviene la contrazione attica, quindi si ha βαλέω anziché βαλῶ quanto al verbo βάλλω. Il congiuntivo spesso non ha il tipico allungamento di vocale tematica che lo contraddistingue.

### Allungamenti omerici
Gli allungamenti e le modifiche anche consonantiche di varie parole nei versi, per le esigenze dell'esametro dattilico, sono stati studiate da W. Schulze, che ha stabilito 2 leggi:
- Prima legge di Schulze: in una serie di sillabe brevi, si allunga la terzultima, quando corrisponde all'arsi del dattilo: δĭογενής = δīογενής. L'allungamento è dato da dittonghi apparenti, come οὐλομένης, participio aoristo di ὅλλυμι, dove nessun argomento linguistico può giustificare l'esistenza dei gruppi -ου, -ει
- Seconda legge di Schulze: tra due lunghe, si allunga la sillaba intermedia, quando si trova in tempo debole. In questo caso si hanno sempre dittonghi apparenti, come μέγα πνείοντες (∪, — —, — ∪) per μέγα πνέοντες (∪, — ∪, — ∪), dove la breve finale di πνέοντες è seguita da un'altra breve, per completare il dattilo conclusivo dell'esametro, tuttavia il gruppo -γα -πνε costituirebbe un trocheo — ∪ dove manca un piede, inammissibile per l'esametro dattilico.
Altri allungamenti sono possibili in cesura, soprattutto davanti alla pentemimere, come nel Libro I dell'Iliade v. 153 δεῦρο μαχεσόμενōς, ἐπεὶ οὔ τί μοι αἴτιοί εἰσιν; talvolta anche alla cesura tritemimere accompagnata da interpunzione, come in Odissea (XVIII, 77) δειδιότα· σάρκες δὲ περιτρομέοντο μέλεσσιν, o all'eftemimere, come in Iliade (I, 19) ἐκπέρσαι Πριάμοιο πόλιν, εὖ δ᾽ οἴκαδ᾽ ἱκέσθαι.
Infine in questa legge si ha l'allungamento per posizione ossia "per convenienza", quando una vocale è seguita da consonanti doppie, o da un gruppo di due, in modo che la prima consonante si possa appoggiare alla sillaba precedente, che resta chiusa, e la seconda si unisce alla seguente. Alcune consonanti semplici come le liquide e le nasali (λ, ρ, μ, ν), quando sono in posizione iniziale possono produrre allungamento "per posizione", poiché derivano da *σμ, *σν ecc., con la seguente caduta del /s/. Il termine μοῖρα infatti derivante da *σμοιρ produce l'allungamento della vocale breve che lo precede, come nel verso πάντα κατά μοῖραν (Odissea, X).

## Differenze rispetto agli altri dialetti greci
Alcune caratteristiche rispetto agli altri dialetti greci antichi:
- utilizzo molto frequente dell'articolo come pronome;
- genitivo singolare della II declinazione in –οιο (affiancato da una forma più recente in –oo e da una contratta in –oυ) = deriva da οσjο;
- infinito attivo –μεν/-μεναι = suffisso che appartiene ai verbi atematici. In Omero è attivo;
- -εσσι dativo plurale per tutte le declinazioni. È una desinenza artificiale presa dai neutri in sibilante: γενος --> γενεσι = γενεσσι. Questo fenomeno prende il nome di geminazione;
- assenza di aumento: in Omero l'aggiunta dell'aumento all'indicativo imperfetto, all'indicativo aoristo e all'indicativo piuccheperfetto è facoltativa, in quanto la lingua di Omero è in uno stadio più antico, vicino all'indoeuropeo;
- le contrazioni quasi assenti.